# Vahagn Sahakyan
Vahagn Sahakyan – niemiecki bokser, zdobywca 3. miejsca na mistrzostwach Unii Europejskiej Cetniewo 2008. W pólfinale pokonał go Cornelius Sheehan.